# 危險的女人
《危險的女人》（：／）是韓國MBC於2011年10月10日至2012年3月30日播出的晨間連續劇，由高恩美首挑大樑擔任女主角，與黃寶羅、金甫娟、金正鉉、呂賢秀等人領銜演出。以一對同父異母的姊妹為中心，一個是因母親遭到拋棄而展開復仇的女人，另一個則是在父親的公司面臨危機之時，被迫孤軍奮戰、對抗陰謀，並試圖守護家人的企業家之女。

## 劇情
當一生所相信的一切一瞬間崩塌，是該怨恨還是原諒？該劇刻畫想奪回一切以及想守護一切的人們，彼此因憎恨與憤怒，相互交鋒以致無法挽回的地步。但他們心存希望，並透過原諒與和解的過程，將負面情緒轉化為愛。編劇想講述的不是傷痛與復仇，而是治癒與和諧，期望觀眾能為角色的苦痛而痛苦，為角色的幸福而快樂，並一同體會愛的偉大意義。
姜素蘿從小與母親尹桃熙相依為命，受母親影響對生父元配一家人恨之入骨，但渴望父愛的她，仍執意考進真松集團，得以接觸生父姜柱赫會長。姜柱赫與羅燕淑的長子姜東駿對身為新進員工的姜素蘿產生好感，素蘿也因渴望手足情而隱瞞實情。燕淑的長女姜有蘿得知哥哥有交往的對象，卻瞥見素蘿另有一名男友李瑞勳，東駿接到有蘿的通知趕到，卻與瑞勳發生肢體衝突，意外撞傷頭部而亡。柱赫與燕淑埋怨有蘿，自責的有蘿為了代替哥哥，聽從外婆申女士的指示進入公司任職，卻與父親產生更多隔閡。瑞勳的母親坡州嬸出於愧疚，來到姜家擔任幫傭，瑞勳的妹妹李瑞珠則無意間成為東民的同事，兩人墜入愛河。
桃熙一心想奪回被申女士搶走，由燕淑扶養成人的兒子姜東民，因此安排素蘿與柱赫相認，母女倆如願擄獲柱赫的心之際，元配一家宛如晴天霹靂。素蘿深怕有蘿認出她來，因此視她為敵，刻意造謠中傷有蘿，並陷害她洩露商業機密，加深有蘿與柱赫之間的親情裂痕。金志遠本部長信任有蘿的為人，調查過後，發現素蘿涉有重嫌。桃熙向崔白勳理事揭露她的復仇大計，素蘿實際上是桃熙遭崔理事性侵後產下的女兒，拋棄她的柱赫將視他人之女為寶，崔理事則永不得認親。自此，崔理事背叛申女士，在申女士將財產贈與社會後，將其秘密資產轉移給桃熙，並協助素蘿煙滅證據。申女士一家人瞬間墮入貧困，燕淑因柱赫和桃熙藕斷絲連而決定離婚，有蘿也疲於和素蘿爭鬥而離職。
有蘿轉任翻譯，燕淑也打算憑母親的食譜經營紅豆粥店。如願成為柱赫之妻的桃熙，發覺柱赫的心仍向著有蘿一家人，因此處處阻撓燕淑的事業，素蘿也使盡手段介入有蘿與志遠的感情。瑞珠得知素蘿是東民的妹妹，素蘿為防止瑞珠揭發她的過往，刻意讓燕淑看見坡州嬸一家人的合照，揭露坡州嬸的真實身份，瑞珠則發生交通意外陷入昏迷。素蘿偷聽母親與崔理事的對話而得知自己的身世，不安的素蘿再次構陷受柱赫徵召重返公司的有蘿，甦醒的瑞珠便協同有蘿揭露素蘿是引發東駿之死的罪魁禍首。有蘿與志遠察覺素蘿與崔理事的互動有異，於是推使柱赫重做親子鑑定，無計可施的桃熙與素蘿只得坦白。
素蘿與崔理事聯手，企圖掌權真松集團，柱赫因病倒地，使父女倆得逞，但卻面臨工會抗議與檢方的調查。走火入魔的素蘿不聽勸，執意剷除有蘿與志遠在公司的勢力，企圖奪回豪宅並擁有一個完整的家。罹患肝癌的桃熙逐漸看淡世事，終於得以和東民共享天倫。柱赫證明當年並非故意對志遠父親的食品公司見死不救，志遠的叔叔才解開誤會，認同有蘿與志遠的關係。深知李家為人的燕淑，選擇原諒並遞交請願書，使瑞勳獲輕判。東民與瑞珠為完成桃熙的遺願而迅速完婚，桃熙卻不願接受東民的肝臟移植，最終病逝。仍保有理性的崔理事著手導正，病癒的柱赫辭去會長職務回到燕淑身邊，素蘿則因先前教唆金司機謀害瑞珠而入獄。
兩年後，東民與瑞珠長期渡美，志遠成為真松集團會長，有蘿升任本部長，白勳和瑞勳迎接出獄的素蘿。

## 製作與選角
2011年9月陸續宣布選角消息，《危險的女人》由《被稱為神的男子》的編劇李弘求執筆，《愛的謊言》的導演李敏秀執導，高恩美與金正鉉擔綱男女主角。高恩美飾演的財閥千金姜有蘿，是個外向、價值觀正確又重於自我實踐的新時代人物，並得從父親的情婦與私生女的陰謀中，設法保護家人。過往以扮演反派著稱的高恩美，原本是收到演繹惡角姜素蘿的演出邀約，但姜有蘿樂觀的性格和她本人較為相像，金正鉉也表示「高恩美是個天真爛漫的人，與反派大相徑庭。」疲於扮演惡女的高恩美，想透過演繹善良的女主角來改變演技風貌，企圖展現嶄新魅力，便向導演極力爭取該角色。金正鉉飾演的金志遠，有著修長的外貌與誠實的性格，是有蘿的後盾也是戀人，並將與有蘿的同父異母妹妹素蘿陷入三角關係。
為復仇化身的母女檔由黃寶羅與金甫娟演繹，黃寶羅飾演姜有蘿同父異母的妹妹姜素蘿，該角將與姊姊對立並引發一連串糾葛，金甫娟則飾演素蘿的母親尹桃熙。雖然角色作惡多端，但黃寶羅看著金甫娟的面容時，便不禁流下淚來，她認為人都會有惡念，只是角色的惡念較為突出，不純粹只是惡女。黃寶羅表示眼神對演技而言很重要，金甫娟也讚揚黃寶羅的演出，稱她倆眼神交流時，便能即刻入戲。由於此劇的角色和金甫娟過往扮演過的角色大不相同，雖然和MBC日日連續劇《不屈的兒媳婦》的檔期重疊，但她信任導演，因此決定接演。
趙軟祐飾演財閥繼承人東駿，並將在劇中展現多樣的運動男子形象。呂賢秀飾演姜有蘿同父異母的弟弟姜東民，該角因愛上殺死哥哥的犯人的妹妹而受苦，將為該劇增添緊張感。其他演員還包括飾演姜會長夫婦的林采茂與鮮于銀淑以及成雄等。李娜銀飾演攝影系女大生瑞珠，她因得知哥哥是殺害愛人東民的哥哥的犯人而痛苦不堪
劇組於9月8日下午舉行首次讀本會議，並預計在9月15日開拍，於10月5日在首爾汝矣島的MBC大樓舉辦製作發表會。

## 演員陣容

### 主要角色
- 高恩美 飾演 姜有蘿（臺灣配音：詹雅菁）

真松集團會長的千金，是個擁有自我意識的新時代女性，外表看似柔弱，但內心非常堅毅。在哥哥意外身亡後，她放棄留學，試圖獲得父親的認可，但素蘿的出現，卻一步步將她逼入絕境。當她得知桃熙與素蘿的真實身份以及惡形惡狀後，必須振作並對付她們母女倆。
- 黃寶羅 飾演 姜素蘿[註 1]（臺灣配音：石采薇）

桃熙的女兒，從裡到外都像極了母親，甚至更加心狠手辣。二十多年來過著沒有父親的日子，使她內心滿是瘡疤。因受到桃熙的影響，對真松集團恨之入骨，於是她將憤怒之劍拔向生父一家人。她對有蘿既憎恨又嫉妒，於是決定奪走她的家人、金錢還有愛人。
- 金正鉉 飾演 金志遠（臺灣配音：李景唐）

真松集團行銷部本部長，有蘿的戀人。自幼失去雙親，由親戚扶養成人，但他沒有氣餒，還成為企業爭搶的人才。原本因父親的遭遇而拒絕為大公司效勞，但他最終被姜會長相中。他對有蘿的愛很堅定，但素蘿握有一個能摧毀他們感情的天大秘密。
- 呂賢秀 飾演 姜東民（臺灣配音：黃天佑）

真松集團的小兒子，雖然是姜會長與桃熙生下的私生子，但燕淑對他視如己出。他愛好運動和旅行，不像哥哥與姊姊那般聰明，也對繼承事宜毫無興趣。他擁有一個不願被束縛的自由靈魂，但他平順的人生卻因身世之謎而起了波折，也被迫面臨在兩個母親間抉擇的難題。

### 其他角色
- 林采茂 飾演 姜柱赫（臺灣配音：黃天佑）

繼承岳母的衣缽，成為真松集團的會長，並將公司經營地有聲有色，但還是得對岳母言聽計從、低聲下氣。雖然能幹，但卻無法控制私慾，他優柔寡斷的性格，導致了一切的悲劇。當他與桃熙重逢，再度陷入桃熙的桃色危機之中。
- 金甫娟 飾演 尹桃熙（臺灣配音：魏晶琦）

姜會長的情婦，素蘿與東民的親生母親。她深信姜會長的諾言，以為自己終會成為正室，因此產下了他的孩子，殊不知，在婚外情被揭發後，姜會長頭也不回地棄她而去，甚至連兒子都被申女士奪走。誓言報復的她，為了一場復仇大計，多年來只能躲在遠處思念兒子。
- 鮮于銀淑 飾演 羅燕淑（臺灣配音：陳美貞）

姜會長的夫人，有蘿與東駿的母親。得知丈夫外遇的當下深受打擊，在母親的勸說下，她忍辱負重，不僅嘗試忘卻傷痛，還將東民視如己出地扶養。當桃熙再次介入她的婚姻，她首要守護的，是她用心扶養的東民。
- 金恩英 飾演 申福子女士（第71集退場；臺灣配音：魏晶琦）

燕淑的母親，真松集團大股東，高利貸出身。有著比誰都縝密的性格，雖然將公司交給女婿掌管，但仍握有極大的權勢。二十年前，曾經打算驅逐外遇的女婿，但為了家人而忍了下來。如今，她再度發現女婿外遇的事蹟。
- 南潤貞 飾演 南之淑（臺灣配音：陳美貞）

坡州嬸，瑞勳與瑞珠的母親，是名營養師。對於東駿的死感到歉疚，因此以贖罪的心，來到姜家擔任幫傭。
- 金永培 飾演 崔白勳理事（臺灣配音：黃天佑）

申女士的個人秘書，真松集團的理事。為真松集團效勞多年，是申女士的心腹，只要是申女士的命令，他都得赴湯蹈火，然而素蘿的身世之謎，卻撼動了他的一切。
- 邊銀映 飾演 方氏（臺灣配音：詹雅菁）

尹桃熙的朋友，與桃熙一同經營美容院，經常聽從桃熙行事。
- 成雄 飾演 李瑞勳（臺灣配音：李景唐）

坡州嬸的兒子，素蘿的戀人，是名運動教練。平凡的孝子，但素蘿的出現，卻顛覆了他平穩的生活。有著善良又熱血的性格，在素蘿面前則變身溫馴的小羊。他想要擁抱素蘿的不安，當他看見素蘿變成怪物並走火入魔，他將承受極大的衝擊。
- 李娜銀 飾演 李瑞珠（臺灣配音：魏晶琦）

坡州嬸的女兒，東民的戀人。有著清純的外貌與純真的內心，是個不受世俗玷污卻可憐的女人。從小生長在沒有父親的家庭，因此非常奮發向上。當她愛上與自己截然不同的東民，但殘酷的命運卻阻擋了她的去路。
- 徐宇真 飾演 趙尚凡（第65集加入；臺灣配音：梁興昌）

電視台外語部的PD，暗戀有蘿。
- 崔成民 飾演 表尚具（臺灣配音：梁興昌）

真松集團行銷部部長，原為姜柱赫會長的親信，後來轉而協助崔理事。
- 金奎民 飾演 金代理（臺灣配音：李景唐）

真松集團行銷部職員，信任並追隨金志遠本部長。
- 鄭怡娟 飾演 鄭梨英（臺灣配音：陳美貞）

真松集團行銷部職員，與金代理秘密戀愛。
- 李貴艷 飾演 南寶莉[註 2]（臺灣配音：石采薇）

真松集團行銷部職員，被素蘿視為棋子般操控。
- 趙恩書 飾演 金恩書（臺灣配音：陳美貞）

真松集團會長室秘書
- 姜珉廷 飾演 昌淑（臺灣配音：陳美貞）

素蘿的好友，總是配合素蘿的演出詐欺戲碼。
- 閔俊賢 飾演 崔七龍（臺灣配音：梁興昌）

方姐的表妹夫，是個前科犯，收錢替桃熙辦事，偷取有蘿的頭髮作為素蘿進行親子鑑定的樣本。

### 特別出演
- 趙軟祐 飾演 姜東駿（第1-5集；臺灣配音：李景唐）

姜會長的長子，真松集團行銷理事。深知自己將是真松集團的接班人，因此做任何事都全力以赴，毫不鬆懈。長相帥氣加上家世顯赫，身邊總是圍繞著許多女人，但他始終不為所動，直到素蘿闖入他的生命，開始動搖他的一切，甚至是性命。
- 鄭求娟 飾演 姜艾莉（第93-108集；臺灣配音：魏晶琦）

永飛集團姜員俊會長的女兒，東民的相親對象。

## 收視率
《危險的女人》於2011年10月10日早上7點50分開播，AGB尼爾森錄得11.1%的全國收視，高於前作《你真漂亮》的全國開播收視10.6%，位居同期晨間劇收視第二名，僅次於SBS《加油！歐巴桑》（11.8%），高於KBS2《甜蜜的心跳》（10.4%）。TNMS錄得11.8%的收視率，收視高於《加油！歐巴桑》（10.9%）。於2011年10月21日完結的《加油！歐巴桑》維持在晨間劇收視首位，隨即由即將完結的《甜蜜的心跳》竄起爬升至首位。
《危險的女人》與SBS晨間劇《太陽的新娘》於2012年3月30日同時完結，AGB尼爾森錄得《太陽的新娘》以17.5%的收視位居晨間劇首位，KBS2《福熙姐》錄得15.5%，《危險的女人》以13.0%墊底晨間劇收視率。TNMS錄得15.1%，同樣居於《太陽的新娘》（18.4%）與《福熙姐》（16.2%）之後。
《危險的女人》的最高收視，AGB尼爾森錄得為2012年3月19日與26日播出的第115集與第120集，收視皆為13.5%，TNMS則錄得16.0%，為2012年3月15日播出的第113集。全劇平均收視11.3%（AGB）。

## 獎項
| 年度 | 大獎        | 獎項                  | 入圍者 | 結果 | 參     |
| ---- | ----------- | --------------------- | ------ | ---- | ------ |
| 2011 | MBC演技大獎 | 連續劇 優秀男子演技賞 | 金正鉉 | 提名 | [ 23 ] |
| 2011 | MBC演技大獎 | 連續劇 優秀女子演技賞 | 高恩美 | 提名 | [ 23 ] |

## 音樂

### 原聲帶Part 1
| 曲序     | 曲目       |          | 作曲     | 编曲     | 演唱／演奏 | 备注                     | 时长 |
| -------- | ---------- | -------- | -------- | -------- | ---------- | ------------------------ | ---- |
| 1.       | 雨雪交加   | 朴顯重   | 朴顯重   | 朴顯重   | 簡宗旭     | 原曲出自《給我飯》原聲帶 | 4:16 |
| 2.       | 危險的女人 |          | Praha    | Praha    |            |                          | 3:21 |
| 总时长： | 总时长：   | 总时长： | 总时长： | 总时长： | 总时长：   | 总时长：                 | 7:37 |

### 原聲帶Part 2
| 曲序     | 曲目           |          | 作曲     | 演唱／演奏 | 备注                             | 时长  |
| -------- | -------------- | -------- | -------- | ---------- | -------------------------------- | ----- |
| 1.       | 厚愛           | BS       | BS       | BS         | 原曲出自BS的專輯《愛情離別記憶》 | 4:02  |
| 2.       | 橡皮擦         | BS       | BS       | Arie       |                                  | 3:48  |
| 3.       | 厚愛 （inst.） |          | BS       |            |                                  | 4:02  |
| 总时长： | 总时长：       | 总时长： | 总时长： | 总时长：   | 总时长：                         | 11:52 |

### 原聲帶Part 3
| 曲序     | 曲目         |          | 作曲     | 编曲     | 演唱／演奏 | 备注                     | 时长 |
| -------- | ------------ | -------- | -------- | -------- | ---------- | ------------------------ | ---- |
| 1.       | 沒有你的世界 | 李宗樹   | 李宗樹   |          | 金采戲     |                          | 4:19 |
| 2.       | 為了情       | 吳晟勳   | 朴德賞   | 朴德賞   | 淑熙       | 原曲出自《給我飯》原聲帶 | 3:28 |
| 总时长： | 总时长：     | 总时长： | 总时长： | 总时长： | 总时长：   | 总时长：                 | 7:47 |

### 臺灣搭配歌曲
| 曲序 | 曲目                   |        | 作曲   | 演唱／演奏 | 备注                 |
| ---- | ---------------------- | ------ | ------ | ---------- | -------------------- |
| 1.   | 親愛的我懂了（片頭曲） | 朱其民 | 朱其民 | 李依霖     | 出自《新姬女》專輯   |
| 2.   | 禁止回轉（片尾曲）     | 十方   | 方文良 | 亦帆       | 出自《砍掉重練》專輯 |

## 記事
- 本劇為高恩美與黃寶羅繼SBS週末劇場《微笑，媽媽》後，時隔不到一年再次合作。前次合作中，高恩美飾演反派，此次則是黃寶羅演繹反派。
- 林采茂與鮮于銀淑繼《不要動搖》後，時隔三年再次於李弘求（朝鲜语：이홍구 (1947년)）所編劇的MBC晨間劇中飾演夫妻。

## 外部連結
- 官方网站－韓國MBC
- 官方网站－臺灣GTV八大電視（繁體中文）

## 作品的變遷
| MBC 晨間劇                                | MBC 晨間劇                                    | MBC 晨間劇 |
| ----------------------------------------- | --------------------------------------------- | ---------- |
|                                           | 危險的女人 （2011年10月10日 - 2012年3月30日） |            |
| 你真漂亮 （2011年4月4日 - 2011年10月7日） | 天使的選擇 （2012年4月2日 - 2012年10月12日）  |            |

| 新加坡 星和娱家戏剧台 星期一至五 17:45 - 19:00 | 新加坡 星和娱家戏剧台 星期一至五 17:45 - 19:00   | 新加坡 星和娱家戏剧台 星期一至五 17:45 - 19:00 |
| ---------------------------------------------- | ------------------------------------------------ | ---------------------------------------------- |
|                                                | 危險的女人 （2012年10月29日 - 2013年1月22日） PG |                                                |
| 大长今 （2012年7月23日 - 2012年10月26日）      | 仁粹大妃 （2013年1月23日 - 2013年4月16日）       |                                                |

| 臺灣 八大戲劇台 星期一至五 20:00-22:00 · 12月19日播出時間為 21:00-23:00 · 12月20日起播出時間為 20:00-22:00 | 臺灣 八大戲劇台 星期一至五 20:00-22:00 · 12月19日播出時間為 21:00-23:00 · 12月20日起播出時間為 20:00-22:00 | 臺灣 八大戲劇台 星期一至五 20:00-22:00 · 12月19日播出時間為 21:00-23:00 · 12月20日起播出時間為 20:00-22:00 |
| --- | --- | --- |
| | 危險的女人 （2012年12月19日 - 2013年2月7日）                                                               | |
| 太陽的新娘 （2012年10月19日 - 2012年12月19日）                                                             | 兄妹情深 （2013年2月8日 - 2013年4月8日）                                                                   | |

| 臺灣 MOD龍華偶像台 星期一至五 23:00-00:30 | 臺灣 MOD龍華偶像台 星期一至五 23:00-00:30                       | 臺灣 MOD龍華偶像台 星期一至五 23:00-00:30 |
| ----------------------------------------- | --------------------------------------------------------------- | ----------------------------------------- |
|                                           | 危險的女人 （前譯：危險的女子） （2012年2月6日 - 2013年4月8日） |                                           |
| —                                         | 犀利人妻 （2013年4月9日 - 2013年5月15日）                       |                                           |

| 緬甸 SKYNET International Drama 每天 21:00 - 21:40 | 緬甸 SKYNET International Drama 每天 21:00 - 21:40 | 緬甸 SKYNET International Drama 每天 21:00 - 21:40 |
| -------------------------------------------------- | -------------------------------------------------- | -------------------------------------------------- |
|                                                    | 危險的女人 （2014年1月3日 - 2014年5月6日）         |                                                    |
| 需要仙女 （2013年9月26日 - 2014年1月2日）          | 來自星星的你 （2014年5月7日 - 2014年6月18日）      |                                                    |